# Karl Andresen
Karl Gustav Andresen, född 1 juni 1813 i Uetersen, död 25 maj 1891 i Bonn, var en tysk germanist.
Andresen blev 1870 privatdocent och 1874 extra ordinarie professor vid Bonns universitet. Han skrev flera gedigna arbeten om tyska personnamn och samtida tyskt språkbruk, bland annat Die deutschen Familiennamen (1862), Über die Sprache J. Grimms (1869), Über deutsche Volksetymologie (1876; sjätte upplagan 1899) och Sprachgebrauch und Sprachrichtigkeit im Deutschen, (åttonde upplagan 1898).